# ねじれた家
『ねじれた家』（ねじれたいえ、原題：Crooked House）は、イギリスの女流作家アガサ・クリスティの推理小説。1949年に発表された。
原題 "Crooked House" は、作品中に引用されているマザー・グースの童謡 "There was a crooked man"（ねじれた男がおりました）の最終節の歌詞 "in a little crooked house" に由来する。
本作は、『無実はさいなむ』とともにクリスティが自作の中でもっとも満足していると語った作品である。

## あらすじ
一代で莫大な富を築き「ねじれた家」に住むアリスタイド・レオニデスが毒殺される。アリスタイドの孫娘ソフィア・レオニデスの恋人で、東洋での勤務を終えて帰国したばかりの外交官チャールズ・ヘイワードは、ロンドン警視庁副総監である父や、タヴァナー主任警部、そしてソフィアとともに事件を捜査する。
やがてソフィアにほとんどの財産を譲るという遺言書が出てきて、さらに第2の殺人が起こる。

## 登場人物
チャールズ・ヘイワード
外交官。ソフィアの婚約者。本作の語り手。
ソフィア・レオニデス
チャールズの婚約者でフィリップの長女。
アリスタイド・レオニデス
ソフィアの祖父で、大金持ち。トルコ生まれのギリシャ人。24歳の時にロンドンに来て事業を興した。
マーシア・レオニデス
アリスタイドの先妻。故人。
ブレンダ・レオニデス
アリスタイドの若い後妻。34歳。
エディス・デ・ハヴィランド
マーシアの姉、ソフィアの大おば。レオニデス家に住んでいる。
ロジャー・レオニデス
アリスタイドの長男。　
クレメンシイ・レオニデス
ロジャーの妻。科学者。
フィリップ・レオニデス
アリスタイドの次男でソフィア、ユースティス、ジョセフィンの父親。
マグダ・レオニデス
フィリップの妻でソフィア、ユースティス、ジョセフィンの母親。舞台女優、旧姓は「ウェスト」。
ユースティス・レオニデス
フィリップの長男。16歳。軽症のポリオ後遺症を患っている。
ジョセフィン・レオニデス
フィリップの次女。12歳。
ローレンス・ブラウン
ユースティス、ジョセフィンの家庭教師。30歳前後。
ジャネット・ロウ
使用人兼乳母。
ゲイツキル
弁護士。
アーサー・ヘイワード
チャールズの父。ロンドン警視庁副総監。
タヴァナー
主任警部。

## 映画化
2017年に『アガサ・クリスティー ねじれた家』（原題：Crooked House）のタイトルで初映画化。英国では2017年12月17日にチャンネル5で放映された。

### キャスト
※括弧内は日本語吹替
- イーディス・デ・ハヴィランド: グレン・クローズ（唐沢潤）
- タヴァナー主任警部: テレンス・スタンプ（蓮岳大）
- チャールズ・ヘイワード: マックス・アイアンズ（村井雄治）
- ソフィア・レオニデス: ステファニー・マティーニ（英語版）（生田ひかる）
- フィリップ・レオニデス: ジュリアン・サンズ（宮崎敦吉）
- ジョセフィーン・レオニデス: オナー・ニーフシー（英語版）
- ロジャー・レオニデス: クリスチャン・マッケイ
- クレメンシー・レオニデス: アマンダ・アビントン
- マグダ・レオニデス: ジリアン・アンダーソン(夏川朋子)
- ブレンダ・レオニデス: クリスティーナ・ヘンドリックス（青山玲菜）

### 作品の評価
Rotten Tomatoesによれば、30件の評論のうち、57パーセントにあたる17件が高く評価しており、平均して10点満点中5.1点を得ている。Metacriticによれば、8件の評論のうち、高評価は4件、賛否混在は2件、低評価は2件で、平均して100点満点中59点を得ている。